# Joe Brown (bokser)
Joe Brown (ur. 18 maja 1926 w Nowym Orleanie, zm. 4 grudnia 1997 tamże) – amerykański bokser, zawodowy mistrz świata kategorii lekkiej.
Wychował się w ubogiej rodzinie w Baton Rouge. Nie jest jasne, kiedy rozpoczął zawodową karierę bokserską; niektóre źródła wymieniają 1941, zaś inne 1943. Regularnie walczył od 1946. W 1947 m.in. pokonał przyszłego trzykrotnego mistrza świata wagi lekkiej Jimmy’ego Cartera i przegrał z przyszłym dwukrotnym mistrzem świata wagi piórkowej Sandym Saddlerem. W 1948 przegrał przez nokaut z przyszłym mistrzem świata w wadze półśredniej Johnnym Brattonem. W 1951 dwukrotnie wygrał i raz przegrał z innym przyszłym mistrzem świata wagi półśredniej Virgilem Akinsem.
Sukcesy przyszły, gdy Brown liczył sobie 30 lat. 2 maja 1956 w Houston pokonał na punkty w towarzyskiej walce ówczesnego mistrza świata w wadze lekkiej Wallace’a „Buda” Smitha, a 24 sierpnia tego roku w Nowym Orleanie niejednogłośnie wygrał z nim w walce o tytuł i został nowym mistrzem świata. W trzecim pojedynku tych pięściarzy Brown obronił tytuł wygrywając 13 lutego 1957 w Miami Beach przez techniczny nokaut w 11. rundzie.
Brown wielokrotnie skutecznie bronił mistrzowskiego pasa, wygrywając kolejno z: Orlando Zuluetą (19 czerwca 1957 w Denver przez TKO w 15. rundzie), Joeyem Lopesem (4 grudnia 1957 w Chicago przez TKO w 11. rundzie), Ralphem Dupasem (7 maja 1958 w Houston przez TKO w 8. rundzie), Kennym Lane (23 lipca 1958 w Houston na punkty), Johnnym Busso (11 lutego 1959 w Houston na punkty), Paulo Rosim (3 czerwca 1959 w Waszyngtonie przez TKO w 9. rundzie), Dave’em Charnleyem (2 grudnia 1959 W Houston przez TKO w 6. rundzie), Cisco Andrade (28 października 1960 w Los Angeles na punkty), ponownie Charnleyem (18 kwietnia 1961 w Londynie na punkty) i Bertem Somodio (28 października 1961 w Quezon City).
Brown został wybrany bokserem roku 1961, a jego druga walka z Charnleyem walką roku 1961 przez magazyn The Ring.
21 kwietnia 1962 w Las Vegas Brown utracił tytuł mistrza świata w wadze lekkiej po porażce na punkty z byłym mistrzem świata w wadze junior półśredniej Carlosem Ortizem.
Kontynuował karierę bokserską do 1970, choć wiele walk przegrywał. Ze znanych pięściarzy pokonali go: Charnley w 1963 przez nokaut, Nicolino Locche i Carlos Hernández w 1963, Manuel Gonzalez i Frankie Narvaez w 1965, Bruno Arcari w 1966 i Chango Carmona w 1968.
Stoczył w sumie 180 walk, z których wygrał 116, przegrał 47, zremisował 14, 2 były no decision, a 1 no contest. Został wybrany w 1996 do Międzynarodowej Bokserskiej Galerii Sławy.